# Naissance en 1021
Naissance
- 1017
- 1018
- 1019
- 1020
- 1021
- 1022
- 1023
- 1024
- 1025

Cette page dresse une liste de personnalités nées au cours de l'année 1021 :
- 8 décembre : Wang Anshi, homme d’État chinois réformateur.

- Eudocie Makrembolitissa, seconde épouse de l’empereur byzantin Constantin X Doukas. À sa mort, elle devient régente et épouse l’année suivante le général Romain Diogène qui devient coempereur.
- Fujiwara no Kanshi, impératrice consort du Japon.
- Wugunai, chef de la tribu Wanyan (Chine)
- Yahyâ Ibn Al Husayn Ash Shajarî, savant de l'école zaydite et auteur du recueil Al Amâlî Ul Khamîsiyyah.

## Crédit d'auteurs
- Cet article est partiellement ou en totalité issu de l'article intitulé « 1021 » (voir la liste des auteurs).